# Xah Rukh governador de Samarcanda (1394)
Xah Rukh, governador de Samarcanda en 1394, va ser designat pel seu pare, Tamerlà, per dirigir tota Transoxiana, el centre de l'imperi de Tamerlà. Fins aleshores, Tamerlà havia confiat el govern a generals de molta confiança mentre ell estava absent, però el 1394 va ser la primera vegada que va ser encarregat a un fill seu, el príncep Xah Rukh.
El 3 d'octubre de 1394 Timur va confiar el govern de Samarcanda a Shah Rukh; el príncep va sortir cap allí immediatament sent acomiadat afectuosament per Timur. Les reines, princeses i dames de la cort van marxar també cap a Sultaniya per passar el hivern.
En el seu trajecte cap a Samarcanda, Shah Rukh després de creuar el Jihun, fou aclamat tot el camí fins a Kish on fou rebut solemnement per l'amir Sulayman Xah: els murs decorats, les portes plenes de banderes, els terres amb catifes. El príncep va prometre justícia pels oprimits.